# Мо-Хонок
Мо-Хоног (Киног ап Брихан, Каног, Сеннюр; валл. Cynog ap Brychan, Canog, Cenneur; убит в 492) — мученик валлийский, память 7 октября.
Святой Мо-Хоног был сыном св. короля Брихана, известного своей плодовитостью. Святой Каног был убит в Мертир Киногe во время нашествия варваров. В Уэльсе имеются храмы, освящённые в его честь. Он также почитаем в Бретани. Его сын Райн стал королём Брихейниога.
Тропарь, глас 4:

Spurred on by their impiety,
God-hating barbarians sought to destroy thee, O holy Cynog,
but by death thou didst gain the victory.
Pray for us, that we too may triumph over evil by faithfulness unto the end,
that we may be granted great mercy.